# Orhon
Orkhon ou Orhon (em mongol:  Орхон аймаг) é uma província do norte da Mongólia. A capital da província é a cidade de Erdenet.
A província foi desmembrada da província de Bulgan em 1994, formando uma nova província juntamente com a capital Edernet, anteriormente administrada como municipalidade federal.

## Distritos
Orkhon está subdividido em 2 distritos (sums):

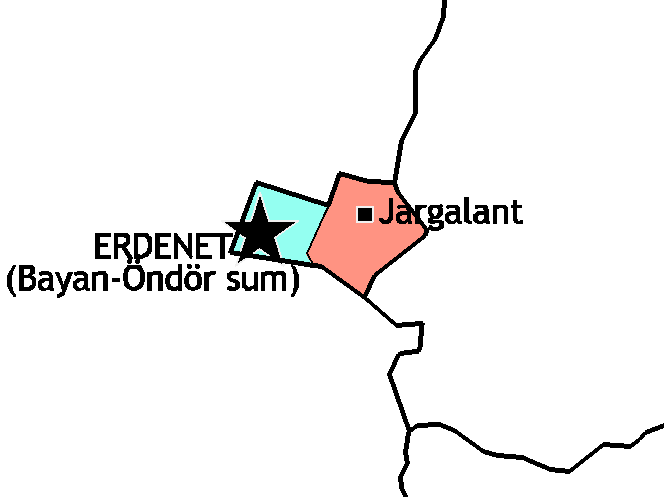
Sums de Orkhon

- Bayan-Öndör
- Jargalant